# Alejandro Ferreiro
Pour les articles homonymes, voir Ferreiro.
 (avril 2017).
Si vous disposez d'ouvrages ou d'articles de référence ou si vous connaissez des sites web de qualité traitant du thème abordé ici, merci de compléter l'article en donnant les références utiles à sa vérifiabilité et en les liant à la section « Notes et références ».
Alejandro Ferreiro Yazigi (né le 18 mai 1966 à Santiago au Chili), est un avocat, économiste et homme politique chilien. Ministre de l'Économie, de la Promotion et de la Reconstruction dans le gouvernement de Michelle Bachelet du 14 juillet 2006 au 8 janvier 2008.